# Bölcső-hegy
Bölcső-hegy är ett berg i Ungern.   Det ligger i provinsen Pest, i den nordvästra delen av landet, 21 km norr om huvudstaden Budapest. Toppen på Bölcső-hegy är 470 meter över havet.
Terrängen runt Bölcső-hegy är huvudsakligen kuperad, men åt sydost är den platt. Runt Bölcső-hegy är det tätbefolkat, med 427 invånare per kvadratkilometer. Närmaste större samhälle är Budapest III. kerület, 16,4 km söder om Bölcső-hegy. Omgivningarna runt Bölcső-hegy är en mosaik av jordbruksmark och naturlig växtlighet.